# NGC 2131
NGC 2131 é uma galáxia irregular (IBm) localizada na direcção da constelação de Lepus. Possui uma declinação de -26° 39' 11" e uma ascensão recta de 5 horas, 58 minutos e 47,2 segundos.
A galáxia NGC 2131 foi descoberta em 20 de Janeiro de 1835 por John Herschel.